# Hyalinobatrachium pallidum
Hyalinobatrachium pallidum är en groddjursart som först beskrevs av Juan A. Rivero 1985.  Hyalinobatrachium pallidum ingår i släktet Hyalinobatrachium och familjen glasgrodor. IUCN kategoriserar arten globalt som starkt hotad. Inga underarter finns listade i Catalogue of Life.